# 85도씨

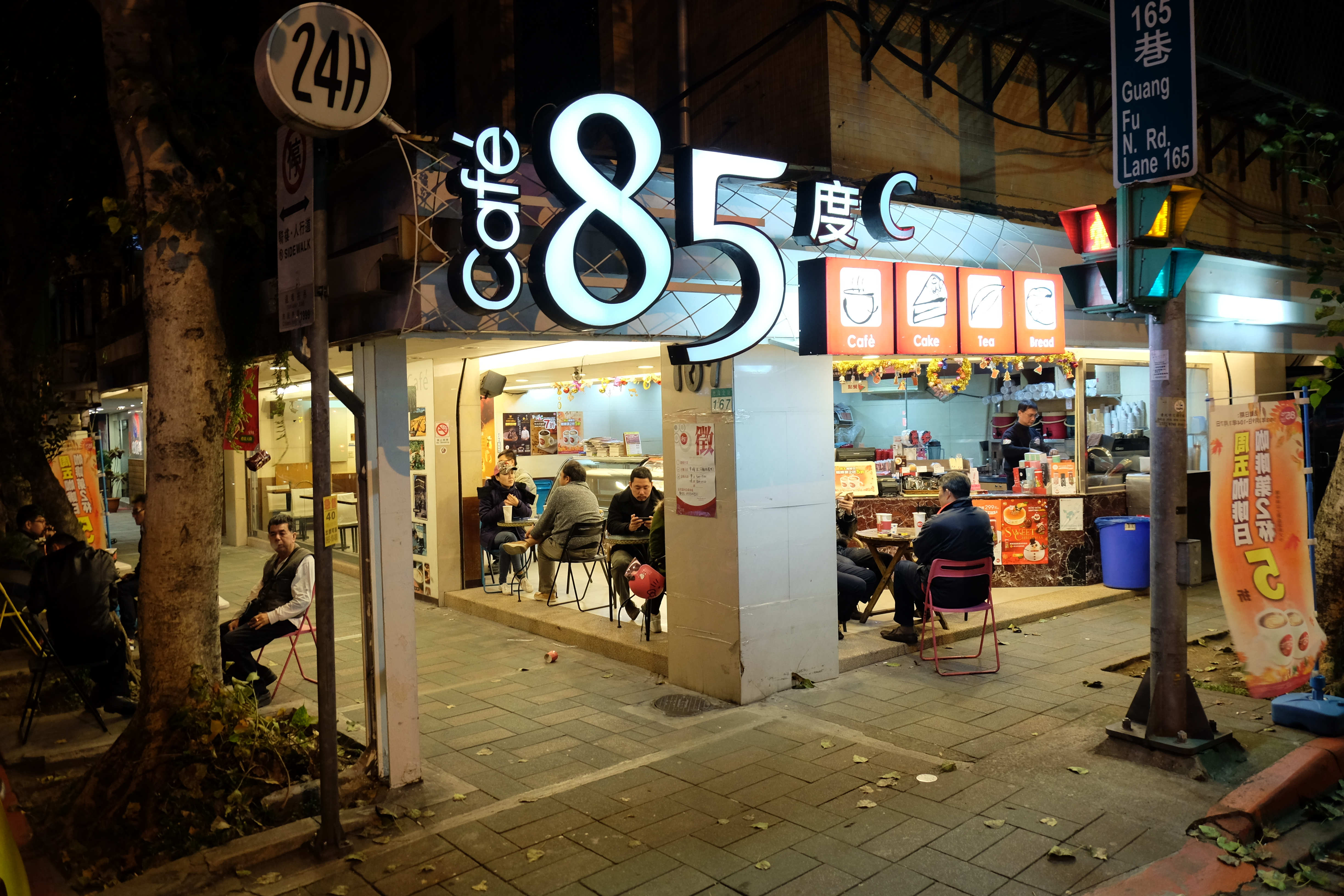

85도씨(중국어: 85度C, 병음: Bāshíwû Dù C 바스우두씨[*], 영어: 85C Bakery Cafe)는 커피, 차, 케익, 디저트, 스무디, 과일 주스, 빵 등을 파는 세계적 체인으로 전세계적으로 매장 천여 곳을 두고 있다. 중국 대륙에 매장 수 538곳, 대만에 400곳, 미국에 44곳, 오스트레일리아에 12곳, 홍콩에 8곳을 두고 있다.

## 역사
우정쉐(吳政學)는 2003년 1월 창업해서 2004년 7월 타이베이현(현 신베이시)에 첫 매장을 열었다. 85도씨라는 이름은 섭씨 85도가 커피를 제공하기에 가장 좋다는 우정쉐의 생각에서 따왔다.
2006년 9월 85도씨는 시드니에 첫 해외점을 냈고 1년 후 상하이에 첫 중국 지점을 냈다. 2009년 미국 어바인에 첫 미국 지점을 냈고 2012년에 첫 홍콩 지점을 냈다. 미국에 첫 센트럴키친이 2013년 9월 개장했다. 2017년 3월 미국 브레아의 센트럴키친은 처음으로 태양열을 이용하는 시설이 됐으며 매년 527,702kWh를 발전한다.

## 수입
2016년 수입 67%가 중국, 18%가 대만이었다. 2013년 미국 매장 평균 수입은 70만 불이었는데 중국의 7배였다.

## 특색 메뉴
85도씨 체인은 아이스 아메리카노에 휘핑크림 위에 바다 소금을 끼얹는 바다 소금 커피로 잘 알려져 있으며 타임, CNN, NPR 등의 매체에서 다뤄졌다. 이는 대만인들이 과일을 더 달게 만들기 위해 소금을 끼얹는 것에서 유래했다.

## 논란

### 미국
2018년 8월 대만인이 운영하는 85도씨 로스앤젤레스 지점이 대만의 차이잉원 총통을 접대한 이후에 중국 대륙의 네티즌들은 보이콧을 선언했다. 당시 차이잉원 총통은 파라과이 방문에 앞서 미국 로스앤젤레스를 방문하고 있었는데 85도씨가 대만의 독립을 지지한다는 항의를 받았다. 결국 85도씨의 중국 법인은 "우리는 92공식을 지지하며 중국 대륙과 대만 양안을 한 가족으로 인식한다."라는 사과 성명을 발표했다.

### 오스트레일리아
2009년부터 2014년까지 시드니 지점에서 대만 출신 워킹홀리데이 노동자 3명과 중국 출신 교환 학생 1명에게 최저임금의 56%만 지급했다. 이에 오스트레일리아 공정노동 옴부즈맨은 85도씨에 최저임금 손실액에 해당되는 42,775 오스트레일리아 달러를 배상하라고 결정했다.

### 대만
2015년 7월 24일, 중국시보는 도원 지점 녹차에서 시당국에 의해 기준치의 4.7배에 달하는 박테리아가 검출됐다고 보도했다.
2008년, 95청년노조는 대만 내 85도씨 매장 50곳을 조사했는데 그 중 32곳이 위법행위에 연루된 것으로 드러났다. 이들 중 22곳은 임금 규정 위반, 29곳은 보험에 들지 못한 노동자들을 고용하고 있었다.

## 같이 보기
- 대만의 기업 목록